# Lafare
Lafare é uma comuna francesa na região administrativa da Provença-Alpes-Costa Azul, no departamento de Vaucluse. Estende-se por uma área de 4,54 km². Em 2010 a comuna tinha 120 habitantes (densidade: 26,4 hab./km²).